# Tonfa

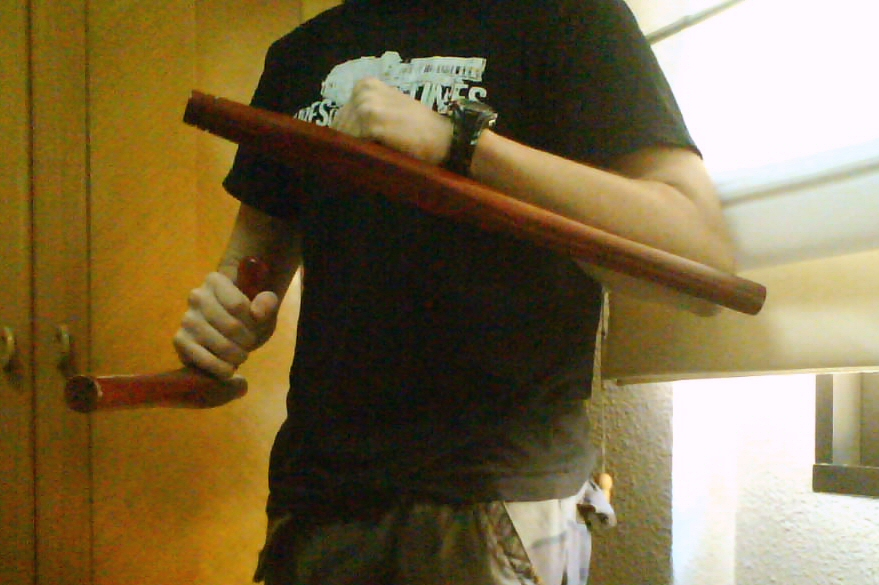
Practicant de kobudo utilitzant un parell de tonfes.

La tonfa, també coneguda com a tongfa o tuifa, és una arma originària d'Okinawa, de la qual es va derivar posteriorment la porra utilitzada per la policia moderna.
En els seus orígens, la tonfa fou una eina utilitzada per a colpejar els grans de cereals i llevar-los la pela, o segons altres fonts, una nansa per a fer girar una roda de molí. La longitud de la tonfa ha de ser lleugerament superior a la de l'avantbraç.
Habitualment, les tonfes s'utilitzen per parelles, per a poder així efectuar defenses i atacs simultàniament.
Actualment, l'ús de les tonfes s'ensenya en el kobudo, i de vegades també s'inclou en altres arts marcials com el karate.

## Tècniques
El mànec de la tonfa, com que és perpendicular al cos central, permet fer moviments circulars, i dota als atacs de més força a causa del moment del gir.
La tonfa és una arma molt versàtil, ja que pot utilitzar-se tant com a arma curta com a arma llarga (el mànec no està completament centrat, cosa que permet disposar de dues longituds distintes per a fer moviments segons ho requerisca la situació).
Amb la tonfa es poden fer nombroses tècniques de defensa, ja que la seua forma i posició protegeix l'avantbraç amb gran eficàcia i permet desviar tant atacs amb armes com atacs físics de puntada o puny.
El mànec de la tonfa també pot utilitzar-se per a fer agafades, enganxant el mateix en el coll, genoll o qualsevol altra part del cos de l'adversari per a acostar-lo a nosaltres o dificultar els seus moviments.